# 內勒 (密蘇里州)
內勒（英語：Naylor）是位於美國密蘇里州里普利縣的城市。

## 人口
根據2020年美國人口普查的數據，內勒的面積為1.43平方千米，皆為陸地。當地共有人口440人，而人口密度為每平方千米308人。